# 에밀리아 플라테르

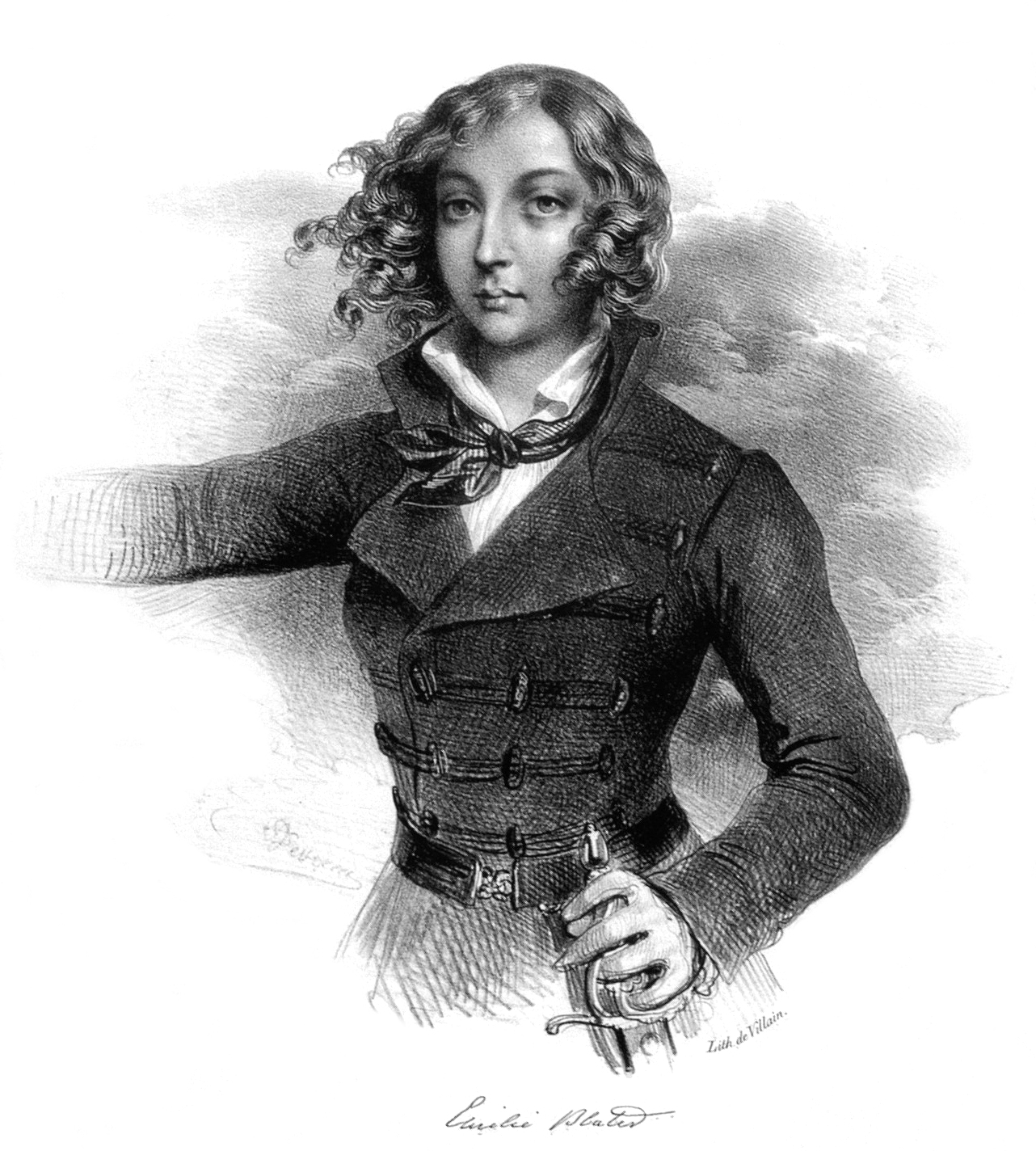
에밀리아 플라테르

에밀리아 플라테르 백작 부인(폴란드어: Emilia Plater, 리투아니아어: Emilija Pliaterytė 에밀리야 플랴테리테, 1806년 11월 13일 ~ 1831년 12월 23일)은 폴란드-리투아니아 연방의 혁명군 지도자들 중의 한 사람으로 11월 혁명에 참전한 군인이다. 과거 폴란드-리투아니아 연방이었던 국가들인 폴란드, 벨라루스, 리투아니아에서 국가적 영웅으로 추대받고 있다.

## 플라테르의 생애

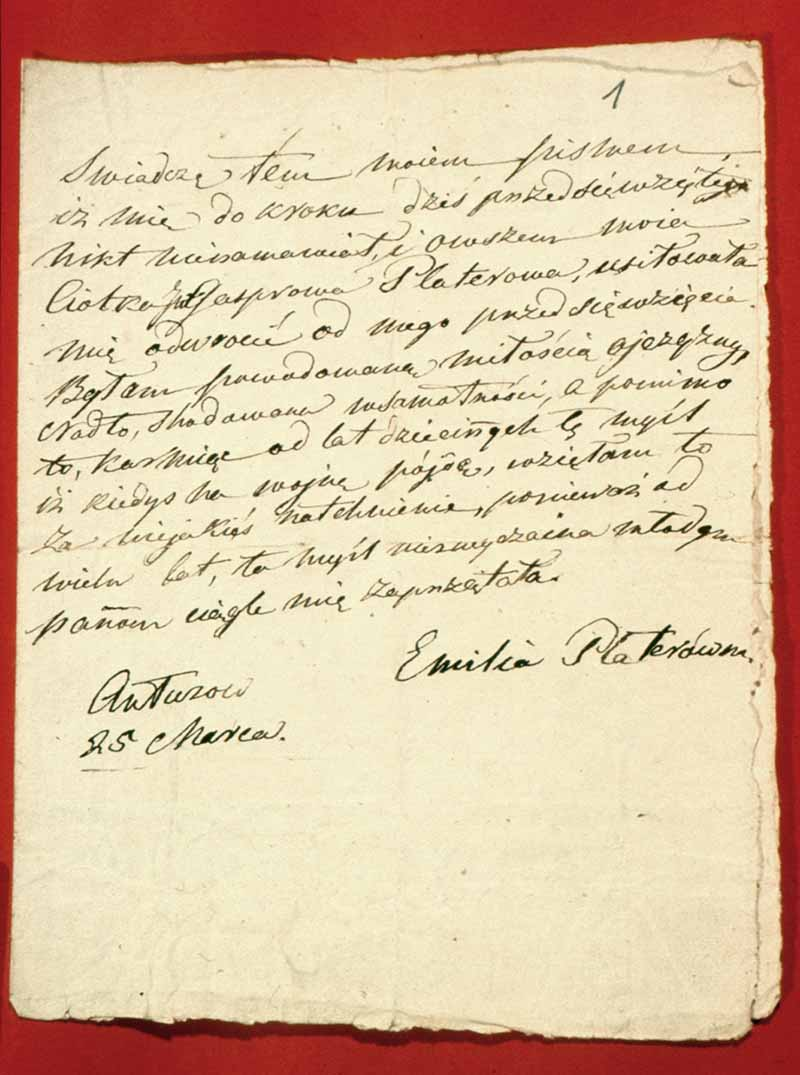
1831년 3월 25일, 11월 혁명에의 동참을 선언하는 에밀리아 플라테르의 성명서

에밀리아 플라테르는 빌뉴스의 한 리보니아 계의 귀족 가문에서 태어났다. 그녀의 조상은 베스트팔렌 출신의 사람들이었다. 그녀의 부모 프란치스체크 플라테르와 안나 네 몰은 그녀가 9살 때 이혼을 하였다. 그로 인해 그녀는, 리보니아의 리크스나 (현 라트비아)에서 살고 있던 먼 친척인 플라테르-자이베크 가문에서 키워졌다. 어린 시절 그녀는 오스만 제국에 맞서 싸웠던 그리스의 여성 영웅들 중 하나인 라스카리나 보볼리나와 잔 다르크를 존경하였고, 이러한 영향으로, 일찍부터 승마와 사격에 관심을 보였는데, 이는 19세기 당시의 귀족 가문의 여성 자제로는 드문 일이었다.
1829년, 에밀리아 플라테르는 폴란드-리투아니아 연방의 문화유산을 탐방하는 여행을 떠났으나, 어머니의 임종으로 인해 곧 집으로 돌아왔다. 러시아 제국에 대항해 일어난 11월 혁명의 시작 후 초반에는, 리투아니아 대공국은 아무런 영향을 받지 않고 있는 상태였으나, 러시아의 침략에 대항하는 세력이 존재하지 않았다.
에밀리아 플라테르는 리투아니아에서 처음으로 그런 세력을 집결하기로 마음을 먹었다. 그녀는 머리를 자르고, 특별히 맞춤 제작한 군복을 입은 뒤, 의용군을 조직했다. 그녀의 군대는 대략 280명의 보병, 60명의 기병과 낫으로 무장한 수백명의 농민군으로 이루어졌다.

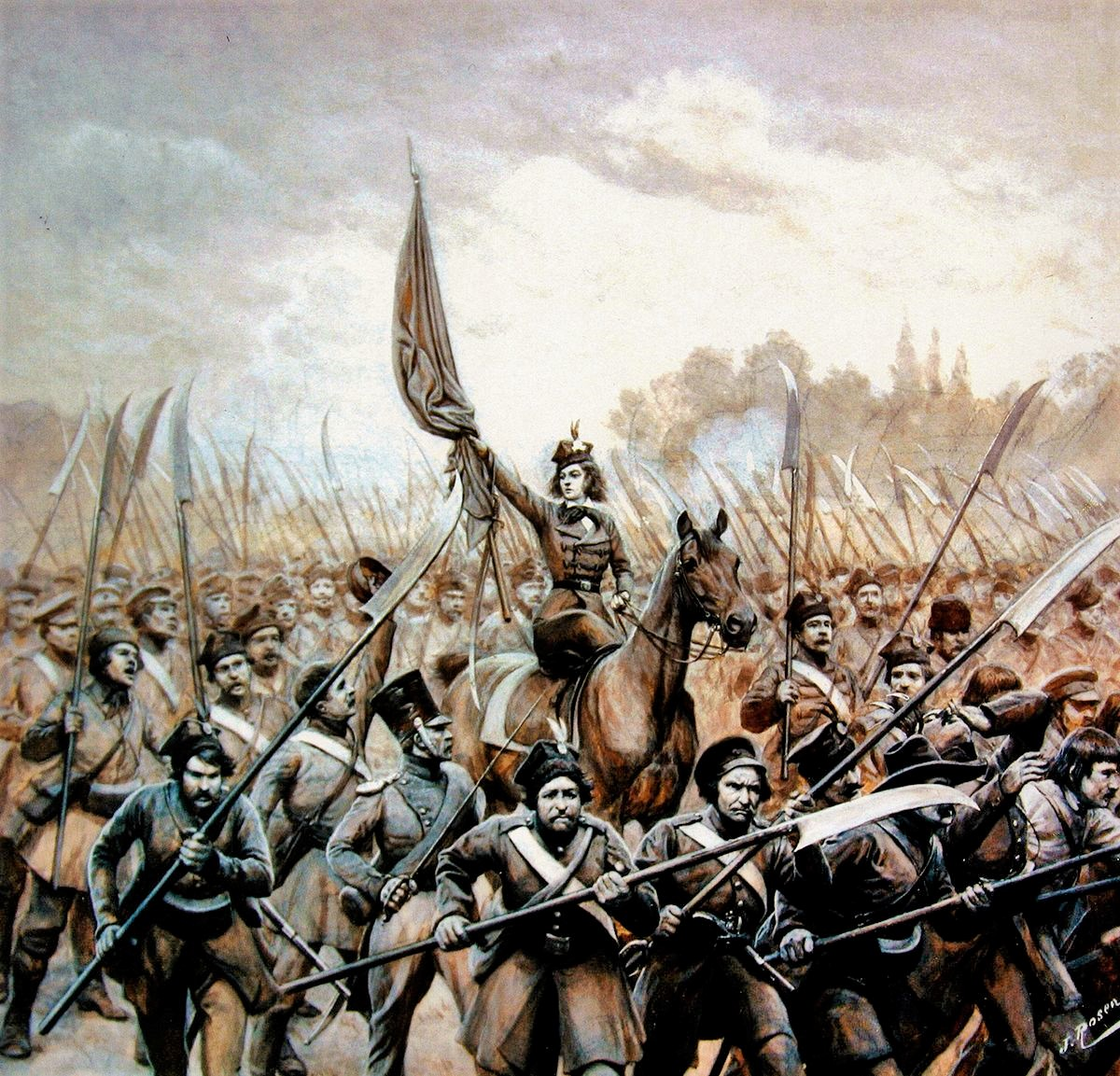
농민들을 이끄는 에밀리아 플라테르, 1831년

다우가프필스를 통해 그녀는 리투아니아에 들어섰으며, 1831년 4월에는 자라사이 마을을 차지하였다. 그녀의 군대는 다우가프필스로 돌아오려 했다. 그러나, 점령지 일대를 정찰한 후에 다른 도시들은 워낙 강한 주둔군이 있어서 현재의 작은 군단으로는 공격하기 힘들다는 것을 알고는 계획을 포기하였다.
그 후 그녀는 사모기티아로 돌아온 뒤, 파네베지스로 가, 카로우 자와스키가 이끄는 군단과 합병하였다. 얼마 안 가 데지데리 흐와포브스키 장군이 거대한 군을 이끌고 들어와 전 대공국에서 싸우고 있는 모든 군단의 통제권을 쥐었다.
잘 알려진 전설에 따르면, 그는 에밀리아 플라테르에게 그만 포기하고 집으로 돌아가라고 충고했다고 한다. 그녀는 자신의 고향이 완전히 해방될 때까지는 군복을 벗을 생각이 전혀 없다고 대답했다 한다.
그녀의 결정은 받아들여져 그녀는 폴란드 내의 첫 리투아니아인 보병대의 부대장이 되었다. 그녀의 전투 실력은 다른 이들과 차별화되어, 그녀는 곧 대장 계급으로 승급되었는데, 이는 당시 여자에게 주어진 가장 높은 계급이었다.
폴란드 군대들이 러시아에게 패배한 이후, 데지데리 흐와포브스키 장군은 국경을 넘어 프로이센으로 가서 잠시 숨어 있으려고 하였다. 에밀리아 플라테르는 이 명령을 거부하고 대신 바르샤바로 들어가 전투를 이어나갔다.
하지만, 에밀리아 플라테르는 곧 중병에 걸려 1831년 12월 23일 사망하고 말았다. 그녀의 시신은 라즈디야이 근처 작은 마을에 묻혔다.

## 플라테르의 죽음 이후

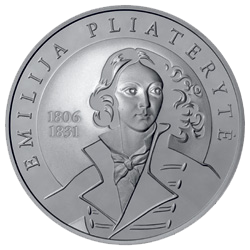
에밀리아 플라테르에게 헌정된 기념 리타 동전

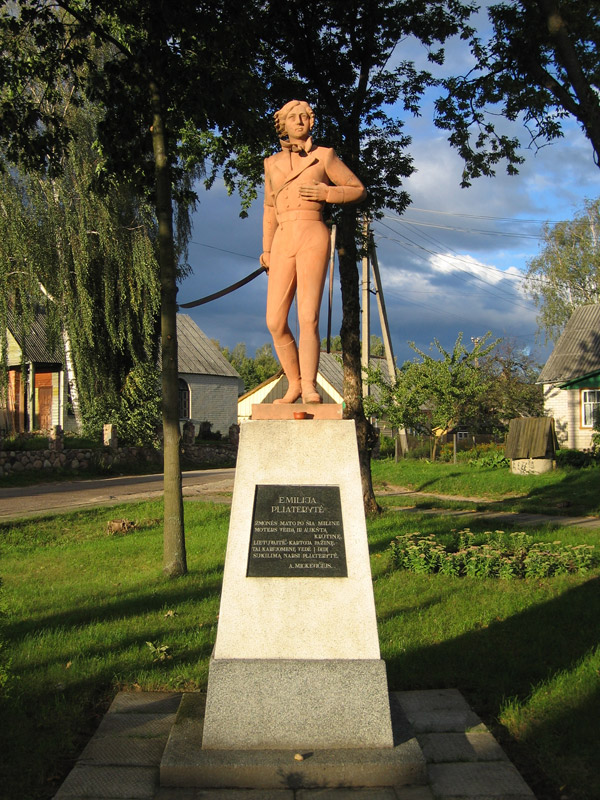
리투아니아에 있는 에밀리아 플라테르 기념비

그녀의 죽음은 얼마 안 가 널리 알려졌으며 에밀리아 플라테르는 혁명에서 가장 유명한 사람 중 하나가 되었다. 전투를 치르는 소녀의 상징은 폴란드, 리투아니아 등 여러 나라에서 유명해졌다.
시인 아담 미츠키에비치는 그의 시 장군의 죽음 (Śmierć pułkownika)을 통해 그녀의 이야기를 다뤘다. 이 시에서 묘사된 그녀의 죽음은 실제로는 모두 허구이며 그녀의 실제 삶과 일치하는 부분은 일부뿐이다.
그녀의 삶을 기반으로 한 문학 작품들은 이외에도 많았는데, 폴란드 이민자나 외국인 등 외국 작품도 많았다. 게오르크 뷔휘너 등이 그런 작가들의 한 예이다.
또 그녀는 드베리아 등 당대의 수많은 화가들의 작품의 주제가 되기도 하였다. 1842년 J. K. 살로몬스키는 뉴욕에서, 에밀리아 플라테르, 폴란드의 영웅; 에밀리아 플라테르 백작 부인의 삶 이란 제목으로 그녀의 짧은 전기를 출판하였다.
그녀의 얼굴은 폴란드의 20 즈워티 지폐에 그려져 있었다. 제2차 세계 대전 중, 폴란드의 보병대에 속한 한 여성 보급 팀의 이름에도 그녀의 이름이 들어가 있다.
1959년에는 폴란드 해양 항로를 다니는 배가 그녀의 이름을 본따 M/S 에밀리아 플라테르라는 이름이 지어졌었다. 또 폴란드의 큰 도시 대부분에는 그녀의 이름을 붙인 거리가 존재한다.